# Исчезновение Элис Крид
«Исчезновение Элис Крид» (англ. The Disappearance of Alice Creed) — британский неонуарный триллер 2009 года, повествующий о похищении молодой девушки двумя бывшими заключёнными.

## Сюжет
Двое мужчин в масках похищают молодую девушку — Элис Крид, и держат её связанной и запертой в комнате. Цель этого похищения — получение крупного денежного выкупа от отца девушки, состоятельного человека.
Идея похищения человека родилась у Вика, когда он сидел в тюрьме. Пребывая в камере, он проработал свой план до мельчайших деталей, а выйдя на свободу, тут же принялся его осуществлять. Вик никак не мог найти подходящую жертву, пока с этим ему не помог Дэнни, молодой парень, бывший в тюрьме его сокамерником. Тот предложил похитить некую Элис Крид, о которой увидел статью в газете.
Однако по ходу фильма становится ясно, что Дэнни ведёт двойную игру. Со времени совместного пребывания в тюрьме он состоит в гомосексуальной связи с Виком, который намного старше его. Дэнни обещает ему, что после получения выкупа они будут жить вместе. Также оказывается, что Элис была близкой подругой Дэнни до того, как он попал в тюрьму. Воспользовавшись тем, что у девушки сложные отношения с отцом, парень говорит ей, что после получения выкупа кинет Вика и разделит деньги с ней.
Элис сначала доверяется открывшемуся ей Дэнни и даже позволяет себя снова связать после попытки к бегству, после чего Дэнни приходится прятать гильзу от случайного выстрела, чтобы избежать разоблачения перед Виком. При следующей попытке Элис сама приковывает Дэнни и успевает позвонить в полицию, но в произошедшей схватке Дэнни опять приковывает её.
Вик случайно находит телефон в кармане Элис. Под угрозой смерти девушка рассказывает о сговоре с Дэнни. 
Вик не подаёт виду и говорит Дэнни, что решил немного изменить план. Они перевозят Элис в заброшенное здание, где приковывают к решетке. Вик забирает оба комплекта ключей себе. Затем похитители отправляются за деньгами. 
В яме для денег оказывается пусто. Дэнни думает, что их обманули. Но Вик признается, что эта яма не для денег, а для трупа Дэнни. 
Вик стреляет в Дэнни, но тому удается сбежать. Заметая следы, Вик сжигает машину и возвращается к Элис. Там на него нападает раненный Дэнни.
В ходе перепалки Дэнни убивает Вика, забирает у него ключи от наручников Элис и уходит, оставив девушку умирать. Сам он садится в машину и уезжает с сумкой, полной денег.
Смертельно раненный Вик передаёт девушке запасной комплект ключей и умирает.
Элис освобождается от оков и выходит на улицу. Шагая по дороге, она находит машину, за рулём которой сидит мертвый Дэнни.
Девушка выбрасывает труп. Садится в машину и уезжает.

## В ролях
- Джемма Артертон — Элис
- Мартин Компстон — Дэнни
- Эдди Марсан — Вик

## Релиз и отзывы
Фильм «Исчезновение Элис Крид» был показан в 2009 году на кинофестивале в Лондоне и международном кинофестивале в Торонто, в 2010 году — на кинофестивале Трайбека. Фильм вышел на DVD в России 23 сентября 2010 года, в Великобритании — 4 октября.
На сайте Rotten Tomatoes у фильма 80 % положительных рецензий кинокритиков из 87. На Metacritic — 65 баллов из 100 на основе 19 обзоров. Несколько печатных изданий Великобритании оценили фильм на четыре балла из пяти.